# Sabor a Lolas
Sabor a Lolas fue un programa de televisión emitido por la cadena española Antena 3 en la temporada 1992-1993.

## Formato
Se trataba de un magazín nocturno en el que las presentadoras, las cantantes Lola Flores y Lolita Flores, madre e hija, combinaban actuaciones musicales con entrevistas a personajes relevantes de ámbito artístico, cultural, político o social.
Como peculiaridad, la matriarca se hacía cargo de las entrevistas a personajes maduros mientras que Lolita entrevistaba a los famosos más jóvenes.

## Invitados
Entre otros, pasaron por el plató del programa las siguientes celebridades:
- Adolfo Marsillach
- Agustín Pantoja
- Amália Rodrigues
- Ana Reverte
- Antonio Flores
- Antoñete
- Ariadna Gil
- Cabaret Pop
- Carlos Cano
- Carme Elias
- Carmen Flores
- Cayetana Fitz-James Stuart
- Chiquetete
- Concha Márquez Piquer
- Conchita Bautista
- Cristina y Los Subterráneos
- Daniel Múgica
- El Gran Wyoming
- Esperanza Aguirre
- Eusebio Poncela
- Fernando Arrabal
- Fernando Trueba
- Francisco Rabal
- Francisco Umbral
- Gabino Diego
- Gemma Cuervo
- Gracita Morales
- Guillermo Cabrera Infante
- Hombres G
- Javier Bardem
- Javier Molina
- Jesús Aguirre
- José el Francés
- José Oneto
- Juan Barranco
- Juan Pardo
- Ketama
- Kiko Veneno
- Lorenzo Díaz
- Luis Antonio de Villena
- Luis Eduardo Aute
- Luis Miguel Dominguín
- Manolo Tena
- Manuel Fraga
- María Asquerino
- María Luisa Merlo
- Massiel
- Matías Prats Luque
- Mercedes Vecino
- Miguel Ríos
- Nina Agustí
- Olga Ramos
- Paola Dominguín
- Pastora Vega
- Pedro Carrasco
- Pedro Pacheco
- Pimpinela
- Rossy de Palma
- Quique Sánchez Flores
- Santiago Carrillo
- Silvia Marsó
- Silvia Tortosa
- Susana Estrada
- Tam Tam Go
- Teresa Gimpera
- Víctor Manuel